# Peugeot Typ 125

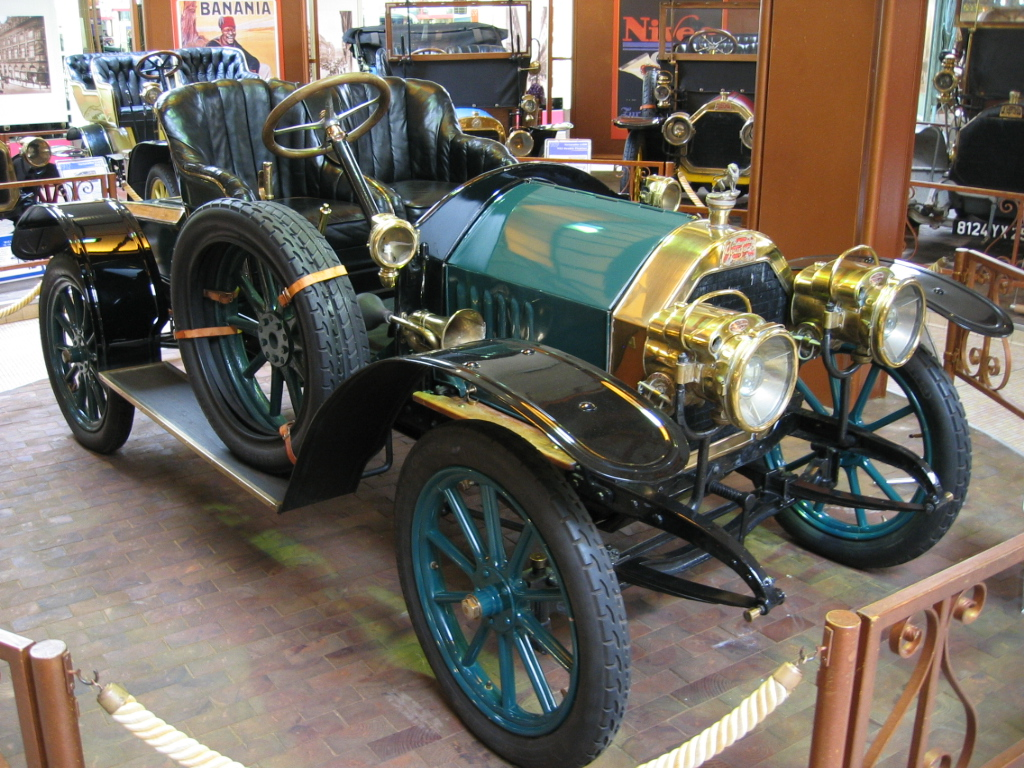
Peugeot Typ 125 im Peugeot-Museum Sochaux

Der Peugeot Typ 125 ist ein frühes Automodell des französischen Automobilherstellers Peugeot, von dem 1910 im Werk Audincourt 150 Exemplare produziert wurden.
Die Fahrzeuge besaßen einen Zweizylinder-Viertaktmotor, der vorne angeordnet war und über Kardan die Hinterräder antrieb. Der Motor leistete aus 1148 cm³ Hubraum 9 PS.
Bei einem Radstand von 247,3 cm betrug die Spurbreite 115 cm. Die Karosserieformen Landaulet und Torpedo boten Platz für vier Personen, der Sportwagen für zwei Personen.